# گلاواتی
گلاواتی (به لاتین: Glavati) یک منطقهٔ مسکونی در مونته‌نگرو است که در کوتور واقع شده‌است. گلاواتی ۳۹۱ نفر جمعیت دارد.